# دار سكاي هورس للنشر

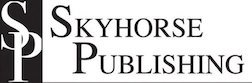

دار سكاي هورس للنشر هي شركة نشر كتب أمريكية مستقلة تأسست عام 2006 ومقرها في مدينة نيويورك، ولها مكتب تابع لها في براتلبورو، فيرمونت.

## التاريخ
الرئيس والناشر الحالي هو المؤسس توني ليونز، الرئيس والناشر السابق لدار نشر ليونز برس حتى عام 2004. وكما ذكرت مجلة بابليشرز ويكلي، "ستتشابه قائمة سكاي هورس مع قائمة ليونز برس القديمة، حيث تُشكل كتب الرياضة وصيد الأسماك بالصنارة والطبيعة والتاريخ جزءًا أساسيًا من برنامج النشر في سكاي هورس. تشمل القائمة كتبًا سردية غير روائية، وتاريخًا عسكريًا، ومقامرة، وأعمالًا تجارية. بالإضافة إلى ذلك، يعتزم ليونز إعادة إحياء "الكلاسيكيات المنسية".

## النمو والتوسع
في عام 2010، استحوذت سكاي هورس على دار أركيد للنشر مع محفظتها المكونة من 500 عنوان، بالإضافة إلى 300 عنوان آخر من خلال الاستحواذ على دار نشر أولورث. كما أعلنت سكاي هورس عن استحواذها في عام 2011 على النشر الرياضي مع 800 عنوان، وإطلاق طبعة للأطفال والشباب تسمىسكاي بوني برس. بحلول عام 2011، نمت سكاي هورس من طبعة واحدة إلى خمس طبعة، ومن ثمانية موظفين إلى أكثر من 40. دخلت الشركة "في اتفاقية ترخيص لمدة ثلاث سنوات لـ 30 كتابًا مع نورستيدت في السويد للحصول على حقوق اللغة الإنجليزية العالمية لمجموعة من العناوين حول الحرف اليدوية والصحة واللياقة البدنية والطبخ". في عام 2011، أدرجت ناشرون أسبوعيون، سكاي هورس للنشر كواحدة من أسرع دور النشر المستقلة نموًا.
أضافت سكاي هورس 250 عنوانًا جديدًا إلى كتالوجها من خلال استحواذها على ناشر الخيال العلمي والخيال كتب نايت شيد في عام 2013. كما أعلنت سكاي هورس في ذلك العام عن إطلاق طبعة جديدة، كتب كاريل، لتلبية احتياجات سوق المكتبات من خلال كتب عن الطب / الصحة والتاريخ والسيرة الذاتية / المذكرات والأعمال التجارية / المهن وغيرها. في عام 2014، دخلت سكاي هورس في شراكة مع مجموعة كتب بيرسيوس للاستحواذ على أصول جوود بوكس. بينما احتفظت بيرسيوس بخط مايو كلينك للكتب الصحية من كتالوج جوود بوكس، حصلت سكاي هورس على جميع أصول الكتب الأخرى، بما في ذلك سلسلة نيويورك تايمز الأكثر مبيعًا: إصلاحه ونسيانه. نشرت طبعة أخرى من سكاي هورس، تالوس برس، أول كتاب لها في عام 2014. وبالشراكة مع الوكالة الأدبية المعاملات الدولية، أطلقت سكاي هورس الطبعة الجديدة،دار يوكا للنشر.
في مايو 2015، وبالشراكة مع ديفيد تالبوت، مؤسس ورئيس تحرير مجلة صالون السابق، أطلقت سكاي هورس دار نشر هوت بوكس للكتب الاستقصائية. وكان أول عنوان لهوت بوكس، والذي صدر في سبتمبر 2015، هو الجانب الوحشي: العيش والموت وأنت أسود في أمريكا، من تأليف د. واتكينز. في مقابلة أجراها تيري جروس، مقدم برنامج فريش آيير، على الإذاعة الوطنية العامة، يروي واتكينز قصصًا مروعة عن نشأته في شرق بالتيمور.
أطلقت سكاي هورس قسمًا جديدًا عام 2016 باسم "ريس هورس للنشر"، ينشر مجموعة من الفئات، بما في ذلك العناوين الترويجية، والكتب الفورية، والأعمال الأدبية الكلاسيكية. يعمل هذا الخط الترويجي تحت مظلة دار نشر كلايدسديل بريس الجديدة. كما تنشر دار نشر جديدة أخرى، سي هورس بريس، كتبًا عن القوارب والإبحار والمغامرات البحرية. وأطلقت سكاي هورس دار نشر جديدة بعنوان "أركيد كرايم وايز" لنشر روايات الجريمة، والغموض، والروايات البوليسية، والإثارة، وروايات التجسس.
لإدارة ما يقرب من 1000 عنوان كان من المقرر نشرها في عام 2016، قامت سكاي هورس بزيادة عدد الموظفين من 56 إلى 81 في عام 2015.
حققت دار نشر سكاي هورس إيرادات تجاوزت 43 مليون دولار أمريكي في عام 2015، وبلغت قائمة إصداراتها السابقة 6000 عنوان. وبوجود 93 موظفًا آنذاك، خططت الشركة لإصدار 900 كتاب في عام 2017 من خلال 18 فرعًا. وبيعت من الكتب العملية لعشاق الرياضة والبستانيين والطهاة ولاعبي الألعاب، وغيرهم، أكثر من 300 نسخة. مليون نسخة إجماليًا خلال عام 2015. وقد بيعت كتب التلوين للكبار، التي تم طرحها لأول مرة في مايو 2015، أكثر من 4 ملايين نسخة.
في يونيو 2017، أعلنت مجموعة من موظفي سكاي هورس عن نيتهم إجراء انتخابات نقابية من أجل الانضمام إلى نقابة عمال السيارات المتحدة المحلية 2110. ووفقًا لإحصاء مجلس العلاقات العمالية الوطني، لم يحصل الموظفون على الأصوات اللازمة في 30 نوفمبر 2018، حيث صوت 18 لصالح، وصوت 28 ضد، و23 صوتًا إضافيًا تم تقديمها ولكن تم احتسابها كأوراق اقتراع غير مؤهلة.
في أبريل 2018، أعلنت شركة سكاي هورس عن "إعادة تنظيم كبرى" مع تخفيضات في الوظائف بلغت 16 وظيفة بدوام كامل وخطط "لتقليل العناوين الجديدة المنشورة بنسبة 'حوالي 25 في المائة' في عام 2018" مقارنة بعام 2017، عندما أصدرت 1120 عنوانًا. أعلن الناشر توني ليونز عن القرار استجابة لانخفاض صافي المبيعات بنسبة 19٪ في عام 2017، والقضايا المتعلقة بنقص الورق وتوزيع الكتب.
أصدرت سكاي هورس و سايمون وشوستر الخبر في يوليو 2018 بأن سايمون وشوستر ستقوم بتوزيع عناوين سكاي هورس في الولايات المتحدة ومعظم الأسواق والمناطق حول العالم بدءًا من 1 يناير 2019.
في عام 2023، استحوذت سكاي هورس على دار ريجنري للنشر مع 1548 عنوانًا، مما جعل ريجنر يبصمة سكاي هورس. استحوذت سكاي هورس على دار نشر كل الفصول في عام 2024، وأضافتها كطبعة جديدة وقائمة عناوينها إلى محفظة سكاي هورس.

## الكتب الأكثر مبيعًا والمؤلفون البارزون
في عام 2008، نشرت سكاي هورس يوميات السفر المثيرة حول العالم في 80 أغنية، بقلم جو دايموند، كاتب سلسلة السفر على قناة بلاي بوي التلفزيونية أشياء مثيرة للقيام بها قبل أن تموت. كتاب سكاي هورس الأكثر مبيعًا رقم 41 بعنوان هزيمة داعش: من هم، كيف يقاتلون، ما يؤمنون به لمالكولم نانس، ظهر لأول مرة في المرتبة التاسعة على قائمة نيويورك تايمز لأفضل الكتب الإلكترونية مبيعًا، في 3 يوليو 2016.
أصبح كتاب "القضية ضد عزل ترامب" لألان ديرشويتز من أكثر الكتب مبيعًا في نيويورك تايمز في 29 يوليو 2018. نُشر الكتاب من خلال دار نشر هوت بوكس التابعة لشركة سكاي هورس، "قال السيد ديرشويتز إنه أراد تقديم وجهة نظر مضادة لمجموعة الكتب التي تدافع عن صحة العزل".
في 23 مارس 2020، أعلنت شركة دار سكاي هورس للنشر أنها استحوذت على مذكرات بخصوص لا شيء للكاتب وودي آلن وأصدرتها من خلال علامتها التجارية صالة الألعاب. تم إلغاء الكتاب، الذي كان من المقرر في الأصل إصداره في 7 أبريل بواسطة مجموعة هاشيت للكتب، بعد أن نظم موظفو هاشيت إضرابًا احتجاجًا. تم إدراج بخصوص لا شيء في قائمة نيويورك تايمز لأفضل الكتب مبيعًا في 26 أبريل 2020 للكتب غير الخيالية ذات الغلاف المقوى. في 8 سبتمبر 2020، نشرت سكاي هورس كتاب الخائن: مذكرات: القصة الحقيقية للمحامي الشخصي السابق للرئيس دونالد جيه ترامب بقلم مايكل كوهين، والذي أصبح من أكثر الكتب مبيعًا في نيويورك تايمز.
الكتاب، السير بقلم فيليب بوتيت، حول مسيرته بين أبراج مركز التجارة العالمي في نيويورك، أصدرته سكاي هورس في 21 يوليو 2015، استنادًا إلى فيلم سينمائي رئيسي بعنوان السير من إخراج روبرت زيميكس وتم إصداره في 30 سبتمبر 2015. في 16 سبتمبر 2016، أصدرت سكاي هورس الكتاب الرسمي المرتبط بالفيلم السينمائي سنودن، بالتزامن مع إصدار فيلم أوليفر ستون الذي يحمل نفس الاسم. تم تحويل كتاب آخر علم طائر بقلم داريل بونيكسان، الذي نشرته سكاي هورس في 5 سبتمبر 2017، إلى فيلم روائي طويل.
تنشر سكاي بوني، دار نشر سكاي هورس لكتب الأطفال، سلسلة من كتب " اختراقات غير رسمية للاعبي ماينكرافت"، وسلسلة من الروايات الأصلية غير الرسمية. إلى جانب سكولاستيك، الناشر الرسمي المرخص لكتب ماينكرافت في الولايات المتحدة، تنشر الشركتان غالبية عناوين ماينكرافت للأطفال.
في 17 مايو 2021، أعلنت شركة سكاي هورس أنها ستصدر سيرة بليك بيلي لفيليب روث، بعنوان "فيليب روث: السيرة الذاتية". نُشر الكتاب في الأصل بواسطة شركة دبليو دبليو نورتون وشركاه، التي سحبته بعد توجيه اتهامات بسوء السلوك الجنسي ضد بيلي.
في 16 نوفمبر 2021، نشرت شركة سكاي هورس الكتاب الأكثر مبيعًا أنتوني فاوتشي الحقيقي: بيل جيتس، وشركات الأدوية الكبرى، والحرب العالمية على الديمقراطية والصحة العامة بقلم روبرت ف. كينيدي جونيور.
أضافت شركة سكاي هورس إلى قائمة نيويورك تايمز لأكثر الكتب مبيعًا من خلال نشر كتاب تطعيم-غير تطعيم: دع العلم يتحدث بقلم روبرت ف. كينيدي جونيور وبريان هوكر في 29 أغسطس 2023. وغير البشر: التاريخ السري للثورات الشيوعية (وكيفية سحقها) بقلم جاك بوسوبيك وجوشوا ليسيك، في 9 يوليو 2024. في 8 أكتوبر 2024، نشرت شركة سكاي هورس كتاب ميلانيا، وهو مذكرات لميلانيا ترامب، والذي أصبح من أكثر الكتب مبيعًا في نيويورك تايمز.
نشرت شركة سكاي هورس خمسة وثلاثين عنوانًا حول اغتيال جون إف كينيدي، بما في ذلك العديد من العناوين التي تروج لنظريات المؤامرة. وأفادت التقارير أن الشركة استثمرت مليون دولار في الاستحواذ والطباعة والتسويق لنشر ثمانية كتب جديدة حول هذا الموضوع في عام 2013؛ بالإضافة إلى ما بين 300 ألف دولار و400 ألف دولار على إعادة طبع سبعة عشر كتابًا آخر. ومن بين المؤلفين الذين نشروا أو أعادت شركة سكاي هورس نشر أعمالهم حول هذا الموضوع ريتشارد بيلزر، جايتون فونزي، جيم جاريسون مارك لين، بيتر ديل سكوت، روجر ستون، جيسي فينتورا، وهارولد وايزبيرج.

## النقد
في عام 2013، انتقد مركز قانون الفقر الجنوبي شركة دار سكاي هورس للنشر للسماح لمجلة الصحافة الحرة الأمريكية، التي وصفوها بأنها "دورية معادية للسامية يديرها ويليس كارتو، منكر الهولوكوست منذ فترة طويلة"، ببيع كتابين من كتب بيلزر التي كتبها بالاشتراك مع الصحفي ديفيد واين، خطأ فادح وقائمة الضربات.
في عام 2020، نشرت مجلة فانيتي فير مقالاً ينتقد دار نشر سكاي هورس لكونها مكان عمل سام، ولنشرها كتبًا تحتوي على نظريات مؤامرة. وفي عام 2020 أيضًا، وصفتها صحيفة لوس أنجلوس تايمز بأنها "لاأدرية تقريبًا بشأن الحقيقة".
في مارس 2022، وصفت صحيفة الغارديان ناشر دار نشر سكاي هورس، توني ليونز، بأنه "الناشر الأمريكي الذي يلتقط الكتب التي "ألغت" دور النشر الأخرى نشرها". وردًا على ذلك، قال ليونز: "ربما يكون دور الناشرين هو تقريب وجهات النظر بين الناس. تشجيعهم على قراءة ما لا يتفقون معه، مما يثير غضبهم، وفي النهاية تعلم أشياء تساعدهم على تجاوز ما كانوا يكرهونه، ولكن قد يجدون فيه بعض العمق".
في يونيو 2022، أعلنت شركة سايمون وشوستر أنها ستوزع منشور سكاي هورس القادم لتقرير لجنة مجلس النواب المختارة بشأن الهجوم على مبنى الكابيتول الأمريكي في 6 يناير 2021. سيحتوي الكتاب على مقدمة بقلم دارين بيتي، كاتب خطابات ترامب السابق ومنظر المؤامرة الذي أشار إلى تحقيق اللجنة على أنه "مطاردة ساحرات". تم إصدار الكتاب، تقرير 6 يناير: تقرير اللجنة المختارة للتحقيق في هجوم 6 يناير على مبنى الكابيتول الأمريكي في ديسمبر 2022.
في عام 2023، أفادت وكالة أسوشيتد برس أن شركة سكاي هورس أبرمت صفقة لنشر كتب من قبل منظمة تضليل اللقاحات الدفاع عن صحة الأطفال، التي يديرها روبرت كينيدي جونيور.